# Shamsul Azhar Abbas
Shamsul Azhar Abbas ist ein malaysischer Manager.

## Leben
Abbas studierte Politikwissenschaften an der Science University Malaysia und Energiewirtschaft an der University of Pennsylvania sowie am IFP Énergies nouvelles (IFPEN) in Rueil-Malmaison bei Paris. Abbas leitet neben dem Vorsitzenden Mohd Hassan Marican seit 2010 das malaysische Unternehmen Petronas als CEO. Zuvor leitete er das malaysische Tochterunternehmen Malaysia International Shipping Corporation (MISC). Abbas erklärte 2012, dass er insbesondere im Gasvorkommen in Kanada Gewinnchancen sehe.